# Guido Marlière
Guido Thomaz Marlière est un militaire français né le 3 décembre 1767 et mort le 15 juin 1836 à Guidoval. Il a participé à la colonisation du Brésil. 
Il a combattu dans les guerres napoléoniennes, parfois pour et parfois contre les Français, qui l'ont forcé à émigrer au Brésil. 
Il a été capitaine de cavalerie et directeur des Indiens au Brésil, avec 33 ans de service en tant que soldat et adjoint du Régiment de la Couronne.  
Il a été responsable de la création de plusieurs centres de peuplement et de la civilisation des Indiens de plusieurs tribus différentes, parmi lesquelles l'Amérindien Guido Pokrane. 
Il était connu pour son humanisme, se heurtant aux idéologies de conquête sanglantes typiques de l'époque coloniale. Très persécuté et soupçonné de trahison par les Portugais après son arrivée au Brésil, il a été arrêté à Vila Rica (aujourd'hui Ouro Preto).

## De la prison à la vie avec les indigènes
Reconnu innocent du crime d'espionnage, le 12 février 1812, il fut libéré sur ordre du prince régent D. João VI. En attendant son acquittement, il avait adressé une lettre au juge en chef dans laquelle il racontait son histoire d'homme politique, noble et militaire, évoquant également son enfance et sa femme Maria Vitória. Dans sa lettre, il demandait sa nomination dans un endroit loin de la civilisation, où il pourrait travailler parmi les Indiens dès sa sortie de prison. 
Sa demande fut acceptée et en 1813, il atteignit la région correspondant aujourd'hui à la municipalité de Rio Pomba. Là, il travailla auprès des Indiens, en particulier les Botocudos. Il mena une enquête sur l'accaparement des terres, les abus qui y avaient été commis et, dans le même temps, il s'efforça d'obtenir la restitution des terres occupées par des blancs. 
En raison du succès de sa mission, Marlière obtint la nomination au poste de directeur général des Indiens du Minas Gerais. Il  créa une école primaire et un dispensaire.

## Le pacificateur de la vallée du Rio Doce
Son travail dans la vallée du Rio Doce avec les botocudos l'a rendu célèbre, et le nom de la commune de Marliéria est un hommage qui lui a été rendu.  
En 1828, il fonda l'actuelle commune de Cataguases, alors qu'il était au lieu-dit Porto dos Diamantes comme inspecteur des services de la route du Minas. La route devait répondre à une nouvelle politique d'occupation pour la région de Zona da Mata. Un an après avoir fondé Cataguases, Marlière prit sa retraite en tant que colonel, frustré de ne pouvoir terminer son travail. 
En tant que directeur général des Indiens du Minas Gerais, il avait construit une caserne dans un endroit appelé Serra da Onça d'où il commandait toute la région, ayant résidé dans une ferme appelée Guidoval, dans la région où se trouve aujourd'hui la municipalité du même nom. C'est sur cette propriété qu'il mourut le 15 juin 1836, où, croit-on, ses restes sont enterrés dans le monument Guido. 

## Évaluation de son travail
Marliére était un Européen bien-aimé des Indiens, qui s'efforçait authentiquement d'éviter le massacre des botocudos lors des premiers mouvements de guerre du comte de Linhares. 
Auguste de Saint-Hilaire, lorsqu'il était sur la rivière Doce, appréciait son travail avec les Indiens et lui apportait un grand soutien. Malade à Paris, il reçut de lui une lettre émouvante: «Je suis affligé par votre mauvaise santé, comme si vous étiez un frère; vous ne serez pas pleuré seulement par ceux qui se consacrent à la science ; vous le serez aussi par mes pauvres Indiens qui ont appris que dans un autre hémisphère ils ont un ami qui plaide leur cause devant la cour de l'humanité. »